# Hallein (distrito)
| Distrito de Hallein                                       |                                          |
| Estado                                                    | Salzburgo                                |
| Capital                                                   | Hallein                                  |
| Área                                                      | 669 km²                                  |
| População                                                 | 60.374 habitantes (1 de janeiro de 2019) |
| Densidade                                                 | 90 hab./km²                              |
| Website                                                   | Site oficial                             |
| Localização de Distrito de Hallein no estado de Salzburgo |                                          |
|                                                           |                                          |

Hallein (em alemão: Bezirk Hallein) é um distrito da Áustria, localizado no estado de Salzburgo.

## Cidades e municípios
Hallein possui 13 municípios, sendo 1 com estatuto de cidade, 4 com direito de mercado (Marktgemeinde) e o restante municípios comuns.

### Cidade
- Hallein

### Mercados (Marktgemeinde)
- Abtenau
- Golling an der Salzach
- Kuchl
- Oberalm

### Municípios
- Adnet
- Annaberg-Lungötz
- Bad Vigaun
- Krispl
- Puch bei Hallein
- Rußbach am Paß Gschütt
- Sankt Koloman
- Scheffau am Tennengebirge